# Neil Mochan
Neil Mochan (Carron, 6 aprile 1927 – 28 agosto 1994) è stato un calciatore scozzese, di ruolo attaccante.

## Carriera

### Club
Nella sua carriera ha giocato con il Greenock Morton, poi ha militato nel Middlesbrough, nel Celtic e nel Dundee Utd.

### Nazionale
Con la nazionale scozzese ha preso parte al primo campionato mondiale disputato dagli scozzesi, nel 1954.

## Palmarès

### Club

#### Competizioni nazionali
- Campionato scozzese: 1

Celtic: 1953-1954
- Coppa di Scozia: 1

Celtic: 1953-1954
- Coppa di Lega scozzese: 2

Celtic: 1956-1957, 1957-1958
- Scottish Championship: 1

Greenock Morton: 1949-1950

#### Competizioni regionali
- Forfarshire Cup: 2

Dundee United: 1960-1961, 1962-1963